# 田名部生来
田名部 生来（たなべ みく、1992年〈平成4年〉12月2日 - ）は、日本の女性タレント、女優。女性アイドルグループ・AKB48の元メンバーである。滋賀県近江八幡市出身。オムニアに業務提携の形で所属。

## 略歴
2006年
- 7月から2007年4月の間に開催された「モーニング娘。Happy8期オーディション」の1次審査に合格[注 2]。
- 12月3日、『第三期AKB48追加メンバーオーディション』に合格[3]。

2007年
- 4月8日、AKB48劇場でのチームB 1st Stage「青春ガールズ」初日公演において、旧チームBの一員として公演デビュー[4]。

2009年
- 8月23日に開催された『読売新聞創刊135周年記念コンサート AKB104選抜メンバー組閣祭り』の夜公演において、同年10月よりチームKに異動することが発表され、2010年3月12日にチームKに異動した。

2010年
- 3月25日に開催された『AKB48 満席祭り希望 賛否両論』の夜公演において、AKSからMousaへの移籍打診が発表され、4月22日に同社所属となったことがホームページにて発表された。
- 9月21日に開催された『AKB48 19thシングル選抜じゃんけん大会』では12位で、メディア選抜入りを果たした。これが初の選抜入りとなる。

2011年
- 8月30日、滋賀県警察本部の初代「滋賀県交通安全ふるさと大使」（任期1年間）に任命[5]。
- 9月14日、斎藤惇夫の児童文学作品『冒険者たち ガンバと15ひきの仲間』（アニメ『ガンバの冒険』の原作）から生まれたユニット「BABY GAMBA」のヴォーカルとして仲谷明香とともに、DVDシングル「ええじゃないか」でavexよりデビュー[6][7]。

2012年
- 3月2日、Google+の秋元康の投稿においてぐぐたす選抜が発表され、ぐぐたす選抜入りを果たす。
- 4月2日、自身初の冠番組となる『タナブ倶楽部deどうでしょう』が地元のびわ湖放送で放送開始される。
- 8月6日、「滋賀県交通安全ふるさと大使」の任期が延長された（任期未定）[8]。
- 8月24日に開催された『AKB48 in TOKYO DOME 〜1830mの夢〜』初日公演において、チームBに異動することが発表された[9]。
- 11月1日、チームBに異動[10]。

2013年
- 5月24日、宝島社より『別冊タナブ島 田名部生来のオタクカルチャー大全 DVD付き』を出版[11]。

2014年
- 5月から6月にかけて実施された『AKB48 37thシングル 選抜総選挙』では71位で、アップカミングガールズに選出された[12]。6回目の総選挙で初めて入選し、スピーチでは「ドッキリでしょうか」と土下座で感謝を伝えた[13]。

2015年
- 4月30日をもってMousaとの契約を終了し退社[14][15]。
- 5月2日、Google+の投稿においてAKSへの移籍を発表[16]。

2016年
- 10月10日に開催された『AKB48グループ ユニットシングル争奪じゃんけん大会in神戸ワールド記念ホール』で優勝し、7代目じゃんけん女王となり、初めてユニットでのデビューと同ユニットのシングル楽曲のセンターを獲得した[17]。

2017年
- 4月8日にAKB48劇場で行われた『3期生10周年公演』で卒業を発表[18]。6月26日に卒業公演を行い[19]、7月23日の握手会が最後のイベントとなり、AKB48メンバーとしての活動を終了[20][21]。

2018年
- 8月1日、オムニアに業務提携の形で所属することが発表される[22]。

## 人物
- 愛称は、たなみん[23]。ブログやGoogle+での主な一人称は、たなぶ[24]、みんくそ[25]。
- 5歳上の姉がいる[26]。
- アニメや漫画、ゲーム、コスプレ、特撮に興味があるおたく[27][28][29]。
  - 過去には漫画家志望であったこともある[30]。
  - 小学生の頃に、マンガ好きな父から薦められて読み始めた『ドカベン』が好きで[31]、単行本も全巻所有し、同作で漢字を覚えたというほど[32]。好きなキャラクターは殿馬一人[11]。
  - 同じく父の影響で、『宇宙海賊キャプテンハーロック』や『銀河鉄道999』など、松本零士の作品も好きであり[33]、松本とはトークイベントでの共演も果たしている[34]。
  - 2011年5月28日に開催された『デジタルまんが祭りinうつのみや』において、『あしたのジョー』作画者ちばてつや本人の前で力石徹の似顔絵を披露し、ちばのブログにも掲載された[35]。
  - AKB48デビュー3年目からショートヘアとなったが、それ以前は床に付くほどのロングヘアであった[28]。これはロングヘア好きの母の指示で、『美少女戦士セーラームーン』『機動戦艦ナデシコ』『サクラ大戦』『おジャ魔女どれみ』など、手作りの衣装でのコスプレもしていた[28]。『別冊タナブ島 田名部生来のオタクカルチャー大全 DVD付き』のコスプレ企画の撮影時には母がスタイリストとして参加した[11]。
  - 特撮好きが高じて円谷プロ50周年記念イベントに出席したり[36]、ウルトラシリーズに登場する怪獣ミクラスと自身がコラボしたキャラクター「タナミクラス」の商品展開も行われた[37][38]。また、東映モバイル宣伝部長として、コラムを連載していた[39][40]。
  - 中学生時は図書委員長。本が好きで、司馬遼太郎の『燃えよ剣』『新選組血風録』を「思い出の作品」として挙げている[41]。司馬の作品の影響で新撰組が好き[42]。
- 石橋哲也（カオポイント）主催のイベント『Bashi's BAR』においてDJとしての活動を開始[43]、以後「DJ mnks」の名で、やついいちろう（エレキコミック）が主催する『YATSUI FESTIVAL! 2014』への出演や[44]、自身とヴィレッジヴァンガードとのコラボイベントで『DJ mnks SHOW』を行うなどしている[45][46]。
- アイドルの現役であった頃から酒好きを公言しており、ブログなどでも酒にまつわるエピソードを披露している[27][47]。2014年の『AKB48 37thシングル選抜総選挙』での自身初ランクインを記念したイベントでは、父や集まったファンとともに乾杯を交わした[48]。AKB48の総合プロデューサーである秋元康は、チームBメンバーを紹介する楽曲「Bガーデン」の田名部についての歌詞に「酒」を盛り込んだ[49]。
- 「滋賀県交通安全ふるさと大使」を務めていた縁で、2012年4月から近江鉄道[50]、京阪電気鉄道石山坂本線[51] で運行されている滋賀県警察本部の広告ラッピング電車「パト電」に自身の警察官姿の写真が配されていた[注 3]。
- アクション女優志望で、桃井かおりや浅野温子のような影のある役ができる女優になるのが目標[1]。
- スポーツ吹矢検定1級を取得している[52][53]。また、フードアナリスト検定3級を取得している。
- 13歳のデビュー当時の趣味は妄想、ポエムを描くことだったが、26歳になり競艇、オートレース、競輪、競馬となったと「GAORAの珍湯たび」で言っている。
- 身長が公式プロフィールよりも高いと自称[注 4]。
- 川島邦裕（野性爆弾）の推しメンで、川島の出演する肉糞亭一門のライブに招待された[55]。また、千代鳳祐樹の推しメンで[56]、兄の千代丸一樹とともに劇場公演を観に来たり[57]、九重部屋の打ち上げパーティーに田名部が招待されるなど交流がある[58]。
- 好きなアーティストに、同郷のT.M.Revolution[59]、UVERworld[60]、他にもGLAY[61]、水樹奈々[62]、オアシス[63] を挙げている。

### AKB48
- キャッチフレーズは「あなたのハートをロックミン♪うれCたのCたなみんC！たなみんこと田名部生来です」[64]。
- 多田愛佳、仲谷明香、渡辺麻友と田名部の4人で「ヲタ4」と称し、アニメイトや男装喫茶へ遊びに行くこともあった[65]。2010年10月に行われた『Visit Zooキャンペーン応援プロジェクト AKB48 東京秋祭り supported by NTTぷらら』のカラオケ大会において 「ヲタ4」で各々自前のコスチュームに身を包み、ともにアニメソングである「ふわふわ時間」「ハッピー☆マテリアル」を披露した[66]。

## AKB48での参加楽曲

### シングル選抜楽曲
- 「Baby! Baby! Baby!」に収録
  - 初日
- 「大声ダイヤモンド」に収録
  - 大声ダイヤモンド (team B ver.) - 「チームB」名義
- 「涙サプライズ!」に収録
  - 初日 - 「チームB」名義
- 「RIVER」に収録
  - ひこうき雲 - 「シアターガールズ」名義
- 「ポニーテールとシュシュ」に収録
  - 僕のYELL - 「シアターガールズ」名義
- 「Beginner」に収録
  - 泣ける場所 - 「DIVA」名義
- チャンスの順番
  - ALIVE - 「チームK」名義
- 「桜の木になろう」に収録
  - エリアK - 「DIVA」名義
- 「Everyday、カチューシャ」に収録
  - 人の力 - 「アンダーガールズ」名義
- 「風は吹いている」に収録
  - Vamos - 「アンダーガールズ ばら組」名義
- 「上からマリコ」に収録
  - ゼロサム太陽 - 「チームK」名義
- 「GIVE ME FIVE!」に収録
  - ユングやフロイトの場合 - 「スペシャルガールズC」名義
- 「真夏のSounds good !」に収録
  - ぐぐたすの空
- 「ギンガムチェック」に収録
  - あの日の風鈴 - 「ウェイティングガールズ」名義
- 「UZA」に収録
  - 正義の味方じゃないヒーロー - 「Team B」名義
- 「永遠プレッシャー」に収録
  - 私たちのReason
- 「So long !」に収録
  - そこで犬のうんち踏んじゃうかね? - 「梅田TeamB」名義
- 「さよならクロール」に収録
  - ロマンス拳銃 - 「Team B」名義
- 「ハート・エレキ」に収録
  - Tiny T-shirt - 「Team B」名義
- 「前しか向かねえ」に収録
  - 恋とか…
- 「ラブラドール・レトリバー」に収録
  - Bガーデン - 「Team B」名義
- 「心のプラカード」に収録
  - チューインガムの味がなくなるまで - 「アップカミングガールズ」名義
- 「希望的リフレイン」に収録
  - 歌いたい - 「かとれあ組」名義
  - ロンリネスクラブ - 「Team B」名義
  - Reborn - 「チームサプライズ」名義
- 「唇にBe My Baby」に収録
  - 金の羽根を持つ人よ - 「Team B」名義
- 「翼はいらない」に収録
  - 恋をすると馬鹿を見る - 「Team B」名義

### アルバム選抜楽曲
- 『神曲たち』に収録
  - 君と虹と太陽と
- 『SET LIST〜グレイテストソングス〜完全盤』に収録
  - あなたがいてくれたから
- 『ここにいたこと』に収録
  - 僕にできること - 「チームK」名義
  - ここにいたこと - 「AKB48+SKE48+SDN48+NMB48」名義
- 『1830m』に収録
  - 家出の夜 - 「チームK」名義
  - 青空よ 寂しくないか? - 「AKB48+SKE48+NMB48+HKT48」名義
- 『次の足跡』に収録
  - 悲しき近距離恋愛 - 「Team B」名義
- 『ここがロドスだ、ここで跳べ!』に収録
  - To goで - 「倉持TeamB」名義
- 『0と1の間』に収録
  - ミュージックジャンキー - 「Team B」名義

### その他の参加楽曲
- アルバム「ノースリーブス」（「ノースリーブス」名義）に収録
  - 尺が欲しい - 「恋愛運上昇団」名義
- シングル「逆さ坂」 - 「じゃんけん民」名義（センター）

### 劇場公演ユニット曲
チームB 1st Stage「青春ガールズ」
- ふしだらな夏

チームB 2nd Stage「会いたかった」
- 渚のCHERRY

チームB 3rd Stage「パジャマドライブ」
- 鏡の中のジャンヌ・ダルク

チームB 4th Stage「アイドルの夜明け」
- 片思いの対角線（近野莉菜のユニットアンダー）
- 愛しきナターシャ

THEATRE G-ROSSO「夢を死なせるわけにいかない」公演
- 記憶のジレンマ（野呂佳代・野中美郷のスタンバイ）

研究生公演「アイドルの夜明け」
- 片思いの対角線（小森美果のユニットアンダー）
- 愛しきナターシャ（松井咲子のユニットアンダー）

チームK 6th Stage「RESET」
- 制服レジスタンス（小野恵令奈 → 横山由依のユニットアンダー）
- 明日のためにキスを

梅田チームB ウェイティング公演
- ごめんね ジュエル（山内鈴蘭のユニットアンダー、チームK 4th Stage「最終ベルが鳴る」、宮澤佐江のポジション）
- 涙に沈む太陽（石田安奈・大場美奈のユニットアンダー、チームサプライズ「重力シンパシー」公演、篠田麻里子のポジション）

チームB 6th Stage「パジャマドライブ」公演
- 鏡の中のジャンヌ・ダルク（高城亜樹・橋本耀のユニットアンダー）

田原総一朗「ド〜なる?!ド〜する?!AKB48」公演
- 純愛のクレッシェンド（飯野雅のユニットアンダー）
- 1994年の雷鳴（チームサプライズ 「重力シンパシー」公演、小嶋陽菜のポジション）

チームB 7th Stage「ただいま 恋愛中」公演
- 純愛のクレッシェンド
- 春が来るまで

リバイバル公演「僕の太陽」
- 僕とジュリエットとジェットコースター（阿部マリアのユニットアンダー）

チーム4 4th Stage「夢を死なせるわけにいかない」公演
- 記憶のジレンマ（伊豆田莉奈のアンダー）

小嶋陽菜「好感度爆上げ」公演
- スカート、ひらり（宮崎美穂のユニットアンダー）
- 涙の湘南（島田晴香のユニットアンダー）

## 出演

### テレビドラマ
- マジすか学園（2010年1月8日 - 3月26日、テレビ東京） - ジャンボ 役
- マジすか学園2（2011年4月15日 - 7月1日、テレビ東京） - ジャンボ 役
- So long ! 第3夜（2013年2月13日、日本テレビ）
- ショムニ2013 第3話（2013年7月24日、フジテレビ） - ギャラクティッカ3姉妹 役[注 5]
- 甲州戦記サクライザー シーズン5 第4話（2014年4月27日、山梨放送[67]）
- おじさんが私の恋を応援しています（脳内）（2022年2月14日 - 4月4日、TOKYO MX） - 清水優希 役[68]

### バラエティ
- AKB1じ59ふん!（2008年1月31日、日本テレビ）
- すイエんサー（2009年4月7日・6月16日・9月15日・2010年3月16日、NHK教育）
- AKBINGO!（不定期出演、日本テレビ）
- 週刊AKB（不定期出演、テレビ東京）
- AKB48 SHOW!（不定期出演[注 6]、NHK BSプレミアム）
- PigooRadio〜Mousa（2011年4月18日 - 、PigooHD・エンタ!371）
- AKB48ネ申テレビ（不定期出演、ファミリー劇場）
  - Season6（2011年6月26日・7月3日）
  - Season19（2015年8月30日）
- AKB48コント「びみょ〜」（2011年10月6日 - 2月16日、不定期出演、ひかりTV）
- タナブ倶楽部deどうでしょう（2012年4月2日 - 7月30日、びわ湖放送）
- AKB48のあんた、誰?（2012年5月3日 - 不定期出演、NOTTV）
- びみょ〜な扉 AKB48のガチチャレ（2012年9月7日、ひかりTV）
- 有吉AKB共和国（2014年6月23日 - 不定期出演、TBS）
- 恋愛総選挙（2014年7月10日・8月14日・9月4日・9月11日、フジテレビ）
- 伊藤賀一の『天職』 第1回（2014年12月6日、シアター・テレビジョン / 2015年1月17日、BSスカパー）
- 僕らが考える夜（2015年5月28日・6月4日、フジテレビ）
- 戦いの城 特別編 山城へ行こう!（2016年4月15日、ヒストリーチャンネル）[69]
- 有田哲平の夢なら醒めないで（2018年2月13日、TBS）
- ぶらり探訪 珍湯たび 大分編・別府編（2019年、GAORA） - ナビゲーター

### 映画
- Angel 車椅子の夏（2012年2月26日、名古屋市立大学芸術工学部 映像研究室）[70]

### 舞台
- AKB歌劇団「∞・Infinity」（2009年10月30日 - 11月8日、THEATRE G-ROSSO） - メイド 役
- 時空警察ヴェッカーサイト（2011年2月24日 - 27日、渋谷区文化総合センター大和田 伝承ホール） - ナースミク 役
- エムキチビート第十廻公演「I was Light」（2012年4月18日 - 22日、シアターサンモール） - ティンカーベル クリアライト 役
- 鉄道員 ぽっぽや（2013年2月7日 - 10日、日本橋公会堂） - 佳代 役
- ユーキース・エンタテインメント第8回プロデュース作品『第1回園田英樹演劇祭』「五色ロケットえんぴつ」（2013年3月27日 - 4月4日、小劇場 楽園）
- 劇団コラソン 第25回公演「オーマイガッ!」（2013年5月16日 - 19日、タイニイアリス）
- 独りぼっちの地球人 feat.ULTRASEVEN（2013年9月12日 - 16日、SPACE107） - 市原ゆり子 役[71]
- エムキチビート第十二廻公演「黎明浪漫譚-れいめいロマンティック-」（2014年1月8日 - 12日、吉祥寺シアター） - 片岡ちひろとのダブルキャスト
- UMANプロデュース公演 ブラックコメディSF「スタア」（2014年2月27日 - 3月2日、六行会ホール）
- UMANプロデュース 小劇場シリーズ「やわらかい服を着て」（2014年7月10日 - 13日、TACCS1179）
- projectDREAMER2014 Vol.5「バディ・バディ・バディ・バディ」（2014年10月22日 - 26日、相鉄本多劇場） - 主演
- projectDREAMER2014 Vol.6「LACK.｣（2014年11月18日 - 24日、小劇場 楽園）
- projectDREAMER2015 vol.1「繋ぐ!」（2015年2月19日 - 22日、戸野廣浩司記念劇場） - 主演
- FPadvance produce「バンクバンバンレッスンスン」（2015年9月2日 - 6日、千本桜ホール）
- 朗読劇「アドレナリンの夜」（2015年10月9日、Zeppブルーシアター六本木）
- 劇団岸野組「伝六捕物帖 KOI/KATAKI」（2015年10月18日 - 25日、本多劇場）
- リーディングシアター「恋工場」（2016年9月22日、ベルサール渋谷ガーデン）[72][73]
- SECOND・N・PRODUSE「SEVENMEN SIXWOMEN 2017」（2017年8月29日 - 9月2日、千本桜ホール）[74]
- 女人劇 贋作「春のめざめ」（2017年10月19日 - 23日、築地本願寺ブティストホール） - 主演・メル 役
- BIGMOUTHCHICKEN vol.14「no melody BOLERO 〜人間の中には2つのメロディーが流れている。〜」（2017年12月6日 - 10日、ザ・ポケット）[75]
- ニジーロモーチャー「イッショウガイ」（2017年12月22日 - 28日、新宿シアターモリエール） - 主演・マユ 役（土屋シオンとW主演）[76]
- アンミカ 「unravel」（2018年5月2日 - 6日、新宿村LIVE）
- odds entertainment「鬼切丸伝〜源平鬼絵巻〜」再演（2018年6月20日 - 24日、全労済ホール／スペースゼロ） - 北条政子 役[77]
- もぴプロジェクト「ミスクリエイション」（2018年8月15日 - 19日、ワーサルシアター八幡山劇場） - 長女 役
- もものくまさんプロデュース「怪人哀歌」（2018年10月20日 - 28日、ウエストエンドスタジオ） - みちる 役
- 劇団いいのか...?「君が眉毛を剃った日」（2018年11月20日 - 25日、シアター711）
- PURESMILE presents「おおばかもの 〜憧れのサンパチマイク〜」（2018年12月12日 - 16日、草月ホール） - 白井路子 役[78]
- 二子玉川ノ恋（2019年8月22日 - 27日、iTSCOM STUDIO & HALL 二子玉川ライズ） - 青葉結菜 役[79]
- patisserie maison 3110 presents「おおばかもの～ふくらめ！私のイースト菌～」（2019年10月31日 - 11月4日、浅草花劇場）[80]
- 巌窟王 Le theatre（2019年12月20日 - 28日、こくみん共済 coopホール／スペース・ゼロ） - ヴァランティーヌ・ド・ヴィルフォール 役[81]
- Beautiful Runner（2021年4月21日 - 25日、CBGKシブゲキ!!） - ヒロイン・高峰玲子 役[82]
- KHET produce「ゆがんだめんめん」（2021年11月24日 - 28日、六行会ホール）[83]
- 五反田タイガー 9th Stage「DEMON〜ありがとうって言えなくて〜」（2022年4月20日 - 24日、あうるすぽっと） - フネ 役[84]
- STRAYDOG Produce「幸せになるために」（2022年8月3日 - 7日、東京・「劇」小劇場 / 8月13日・14日、大阪・HEP HALL）[85]
- 朗読劇「改札を抜けて」（2022年8月27日 - 28日、中目黒キンケロシアター） - 山田亜希 役[86]
- IMPRESSION vol.17 短編朗読劇公演「空に告げる」/「to live -シャッターの向こう側-」（2022年11月11日 - 13日、荻窪小劇場） - 千夏 役[87]

### ラジオ
- AKB48 明日までもうちょっと。（2010年6月28日、文化放送）
- AKB48の全力で聴かなきゃダメじゃん!!（2010年7月7日 - 2011年5月11日、スターデジオ）
- AKB48のオールナイトニッポン（2011年1月14日 - 不定期出演、ニッポン放送）
- 田名部生来の生っ来生来ワールド（2012年9月5日 - 、FM滋賀）
- オレたちゴチャ・まぜっ!〜集まれヤンヤン〜（2014年4月19日 - 2015年4月11日、MBSラジオ） - ヤンヤンガールズ6期生
- AEON Laketown presents 中田ちさとのちさトーク♪（2014年6月5日 - 7月3日、NACK5「The Nutty Radio Show おに魂」木曜内コーナー） - 中田ちさと休養中の代役として出演[88][89]
- リッスン? 〜Live 4 Life〜（2014年6月19日・7月31日、文化放送）
- なでしこラジオ（2017年12月6日 - 2018年11月7日、FM salus） - 隔週の準レギュラーとして出演[90]
- たなみんサタデー（2020年2月1日 - 、FM salus）

### ゲーム
- 萌える麻雀 もえじゃん!（2008年、ハドソン・PlayStation Portableソフト） - 陸ヤン、叶ほずみ 役
- AKB1/48 アイドルと恋したら…（2010年、バンダイナムコゲームス・PSPソフト） - 本人 役
- AKB1/48 アイドルとグアムで恋したら…（2011年、バンダイナムコゲームス・PSPソフト） - 本人 役

### ネット配信
- たなぶ捜査官、潜入せよ!（2012年4月6日 - 、東映MOBILE）[91]
- 田名部生来の今週の一杯（2014年4月3日 - 、スポーツニッポン TAP-i）[92][93]
- ヒデはフルスロットル!?（2014年6月6日 - 、グローブ・エンターブレインズ） - アシスタント[94]
- 背神ドラマ「ネット怪談×百物語」シーズン6（2021年2月20日 - 、全10話、スタイルオフィスメディアチャンネル）[95]

### イベント
- 第1回「コジマPresents デジタルまんが祭りinうつのみや」（2011年5月28日、宇都宮市オリオンスクエア）
- 田名部生来の胸熱Night☆（2012年3月7日、AKB48 CAFE&SHOP AKIHABARA シアターエリア）
- YATSUI FESTIVAL! 2014（2014年6月21日、TSUTAYA O-nest） - DJ mnks（みんくそ）として出演
- AKB48 37thシングル選抜総選挙 71位記念イベント「田名部生来 大感謝祭〜感動! カンゲキ!! 乾杯!!!〜」（2014年6月23日、clubasia / 7月3日、OSAKA MUSE）
- 田名部生来 公式オフ会（仮）（2015年2月25日、AKB48 CAFE&SHOP AKIHABARA シアターカフェ）
- 西武鉄道 ハイネケン酒場 in 武蔵境 トレインビアガーデン（2019年9月16日、武蔵境駅）[96]

## 書籍

### 雑誌・新聞連載
- Go!Go!GUITAR（2012年4月27日 - 10月27日、ヤマハミュージックメディア） - 田名部生来の「ROCKみん!」を連載。

### カレンダー
- 田名部生来 2012年カレンダー（2011年11月19日、ハゴロモ）
- 卓上 田名部生来 2013年カレンダー（2012年12月7日、ハゴロモ）
- 卓上 田名部生来 2014年カレンダー（2013年12月6日、ハゴロモ）

### ムック
- 別冊たなぶ島 田名部生来のオタクカルチャー大全（2013年5月24日、宝島社 ISBN 978-4-8002-1028-9）